# Mindre träfjäril
Mindre träfjäril (Acossus terebra) är en fjärilsart som först beskrevs av Michael Denis & Ignaz Schiffermüller 1775.  Mindre träfjäril ingår i släktet Acossus, och familjen Träfjärilar, Cossidae. Arten är reproducerande i Sverige.